# Рухну
Рухну, інколи Ругну — острів в Ризькій затоці Балтійського моря, площа 11,9 км². Найвищою точкою острова є пагорб Хаубіарре, висота якого становить 28 метрів над рівнем моря. Належить Естонії, відноситься до однойменної волості повіту Сааремаа.

## Назва
- Рухну (ест. Ruhnu)
- Руно (нім. Runö; швед. Runö; рос. Руно)

## Історія
Острів у XI—XIX ст. був населений переважно балтійськими шведами, які його покинули під час Другої світової війни. За радянської влади на острові з'явилося багато естонських переселенців.
22 листопада 1643 року на острові почалося будівництво церкви Святої Магдалени. Відомо, що церква є найстарішою дерев'яною будовою, збереженою на території Естонії.
Миси острова:
- південне узбережжя: Шустакі, Рінкс (Ріндес, Рінксу);
- західне узбережжя: Хольм, Перс, Іоама;
- північне узбережжя: Кьюньє (Кюньже).